# Funicolare di Mergellina
La funicolare di Mergellina è un impianto di trasporto pubblico della città di Napoli che collega Mergellina con Posillipo.

## Storia

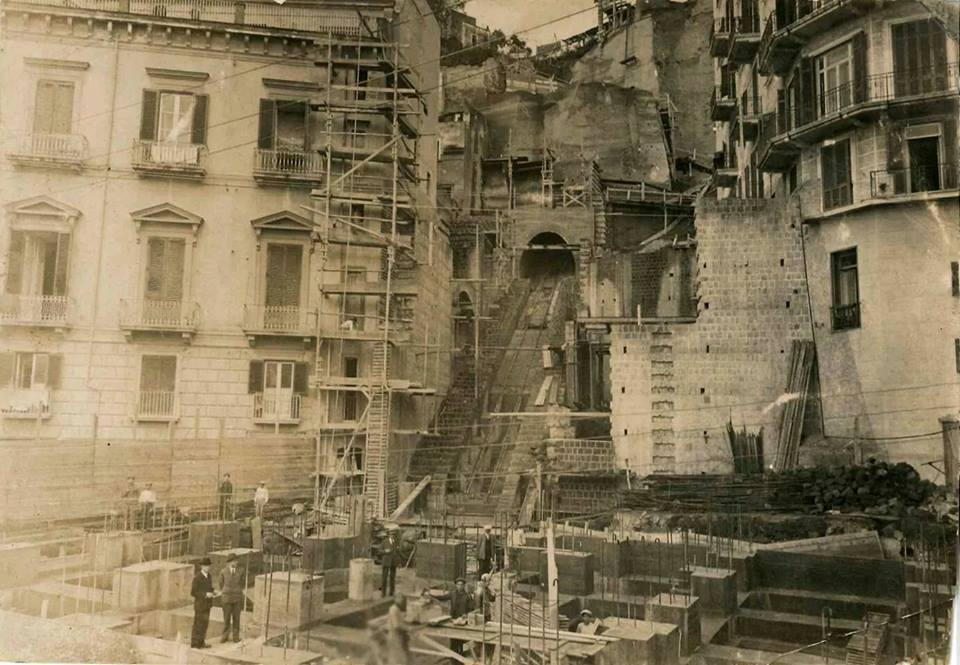
La Funicolare in costruzione, fine anni '20 del XX secolo.

La funicolare fu ideata negli anni Venti dalla Società Partenopea di Edilizia Moderna ed Economica (SPEME), per agevolare l'accessibilità al rione Sannazaro, costruito dalla stessa SPEME. Inaugurata il 24 maggio 1931, è l'ultima - in ordine cronologico - delle funicolari napoletane; la sua lunghezza è di 560 metri, il dislivello è di 157 metri, e la pendenza media del 16,87% (con un massimo del 46,57%). Sul suo percorso sono attive cinque stazioni.
A causa della vetustà degli impianti e dello scarso interesse da parte della SPEME, la linea fu affidata dal 1º luglio 1982 a una gestione commissariale regionale; in quel periodo, per lavori di adeguamento, la funicolare fu temporaneamente chiusa e sostituita da autobus. Altri lavori, che portarono alla ricostruzione integrale della linea, si svolsero tra il 1990 e il 1991, a cura della O.PRE. di Arzano.
Il 1º gennaio 1999 l'esercizio della funicolare passò all'ANM, la quale lo cedette il 1º febbraio 2002 a Metronapoli, fusasi nell'ANM nel 2013.

## Caratteristiche
La parte più bassa della tratta è caratterizzata da una fortissima pendenza (46,57%); ciò comporta che in quelle stazioni e in quella parte del percorso le vetture siano leggermente inclinate, comportando ai passeggeri la sensazione di trovarsi su una superficie non orizzontale, sebbene perfettamente stabile.
L'impianto ha conservato le corse "dirette" e "miste" assieme alla Funicolare Centrale: le corse dirette avvengono ogni 30 minuti circa, e collegano i capolinea di Manzoni e Mergellina senza fermarsi nelle stazioni intermedie di Parco Angelina, San Gioacchino e Sant'Antonio.
La frequenza media delle corse è di circa 10 minuti.
La costruzione dell'impianto fu affidata alla Ceretti & Tanfani (come la Funicolare Centrale), mentre le vetture furono realizzate dalle Officine Ferroviarie Meridionali. Con la ricostruzione del 1990-91 la O.PRE fornì due nuove vetture; una delle vecchie vetture, insieme a motori, attrezzature d'officina e arredi d'epoca è conservata in un museo realizzato nell'officina.
Gli orologi delle funicolari di Napoli furono commissionati all'orologeria Brinkmann di Napoli. Tutti gli esemplari esistenti sono ancora gli originali, tranne quelli della funicolare di Chiaia che sono stati ricommissionati alla stessa orologeria al momento del ripristino delle stazioni nel 2003.

## Percorso
| Head station |

| Station on track |

| Unknown route-map component "SPLa" |

| Unknown route-map component "tvBHFa@g" |

| Unknown route-map component "tSPLe" |

| Unknown route-map component "tBHF" |

| Unknown route-map component "tKBHFe" |

## Traffico
Nel 2023 la funicolare di Mergellina ha trasportato 495.000 passeggeri.